# Saison 1961 de la NFL
Navigation
Édition précédente Édition suivante
La saison 1961 de la NFL est la 42e saison de la National Football League. Elle voit le sacre des Packers de Green Bay.

## Classement général
| Conférence Est           |      |      |      |        |          |            |
| Franchise                | Vic. | Déf. | Nuls | % vic. | Pts pour | Pts contre |
| Giants de New York       | 10   | 3    | 1    | .769   | 368      | 220        |
| Eagles de Philadelphie   | 10   | 4    | 0    | .714   | 361      | 297        |
| Browns de Cleveland      | 8    | 5    | 1    | .615   | 319      | 270        |
| Cardinals de Saint-Louis | 7    | 7    | 0    | .500   | 279      | 267        |
| Steelers de Pittsburgh   | 6    | 8    | 0    | .429   | 295      | 287        |
| Cowboys de Dallas        | 4    | 9    | 1    | .308   | 236      | 380        |
| Redskins de Washington   | 1    | 12   | 1    | .077   | 174      | 392        |

| Conférence Ouest       |      |      |      |        |          |            |
| Franchise              | Vic. | Déf. | Nuls | % vic. | Pts pour | Pts contre |
| Packers de Green Bay   | 11   | 3    | 0    | .789   | 391      | 223        |
| Lions de Détroit       | 8    | 5    | 1    | .615   | 270      | 258        |
| Colts de Baltimore     | 8    | 6    | 0    | .571   | 302      | 307        |
| Bears de Chicago       | 8    | 6    | 0    | .571   | 326      | 302        |
| 49ers de San Francisco | 7    | 6    | 1    | .538   | 346      | 272        |
| Rams de Los Angeles    | 4    | 10   | 0    | .286   | 263      | 333        |
| Vikings du Minnesota   | 3    | 11   | 0    | .214   | 285      | 407        |

## Finale NFL
- 31 décembre 1961, à Green Bay devant 39 026 spectateurs, Packers de Green Bay 37 - Giants de New York 0